# Cyphophoenix elegans
Espèce
Synonymes
- Kentia elegans Brongn. & Gris[1]

Statut de conservation UICN

 EN B1ab(iii,v)+2ab(iii,v) : En danger
Cyphophoenix elegans est une espèce de plantes de la famille des Arecaceae.
L'espèce est trouvée en Nouvelle-Calédonie.

## Publication originale
- Die Palmen 86. 1887.